# Reallusion
Reallusion — розробник програмного забезпечення для 2- та 3-вимірної анімації у реальному часі для приватних осіб, студентів, професіоналів. Головний офіс знаходиться в Кремнієвій долині.

## Лінія продуктів
- iClone
- CrazyTalk
- FaceFilter
- BigLens
- PhotoMaker